# Килла
Ки́лла (др.-греч. Κίλλα) — персонаж древнегреческой мифологии. По одной версии, дочь Лаомедонта и Стримо. По другой — сестра Гекабы, жена Фимета и возлюбленная Приама. Родила от Приама сына Муниппа в тот же день, когда Гекаба родила Париса. Получив пророчество, что рожденный в тот день ребёнок погубит Трою, Приам убил Киллу и её сына. Согласно компромиссной версии, это сестра Приама, заживо им погребенная.